# Euxanthus
Euxanthus is een geslacht van kreeftachtigen uit de klasse van de Malacostraca (hogere kreeftachtigen).

## Soorten
- Euxanthus boletarius (Rathbun, 1911)
- Euxanthus exsculptus (Herbst, 1790)
- Euxanthus herdmani Laurie, 1906
- Euxanthus huonii (Hombron & Jacquinot, 1846)
- Euxanthus ruali Guinot, 1971
- Euxanthus rugosus Miers, 1884